# Šansony
Šansony je první studiové album Hany Hegerové nahrané v Studio Strahov. Album vyšlo roku 1966. Je složené z 12 písní. Hudební aranžmá vytvořil Milan Dvořák se svým orchestrem.

## Seznam skladeb
1. Šťastné slunce (That Lucky Old Sun) (Haven Gillespie/Jaromír Vomáčka) 04:59
2. Madony na kolotoči (Karuzela z madonnami) (Zygmunt Konieczny/Jiří Suchý) 02:35
3. Blázen a dítě (Jiří Suchý/Jiří Suchý) 04:31
4. Barová lavice (Jiří Šlitr/Jiří Suchý) 04:17
5. Židovská máma (My Yiddishe Momme) (Jack Yellen/Pavel Kopta) 04:14
6. Noc (Schön wie die Lawona) (lidová židovská/Pavel Kopta) 01:49
7. Amfora (Jiří Srnec/Rostislav Černý) 03:12
8. Obraz Doriana Graye (Petr Hapka/Petr Rada) 03:47
9. Píseň o malíři (Petr Hapka/Petr Rada) 04:48
10. Kázání v kapli Betlémské (Petr Hapka/Petr Rada) 03:02
11. Petr a Lucie (Mon vieux Lucien) (Charles Dumont/Pavel Kopta) 02:37
12. Mon Dieu (Charles Dumont/Michel Vaucaire) 03:14

## Reedice
Album vyšlo v reedici v letech 1990, 2006, 2016 u Supraphonu.